# سبیمییه
سبیمییه (به صربی: Sebimilje) یک منطقهٔ مسکونی در صربستان است که در راشکا واقع شده‌است. سبیمییه ۱۲۶ نفر جمعیت دارد.